# Karpowe (stacja kolejowa)
Karpowe (ukr. Карпове) – stacja kolejowa pomiędzy miejscowościami Wynohradar i Wakuliwka, w rejonie rozdzielniańskim, w obwodzie odeskim, na Ukrainie. Położona jest na linii Żmerynka – Odessa.
Stacja powstała w czasach carskich.

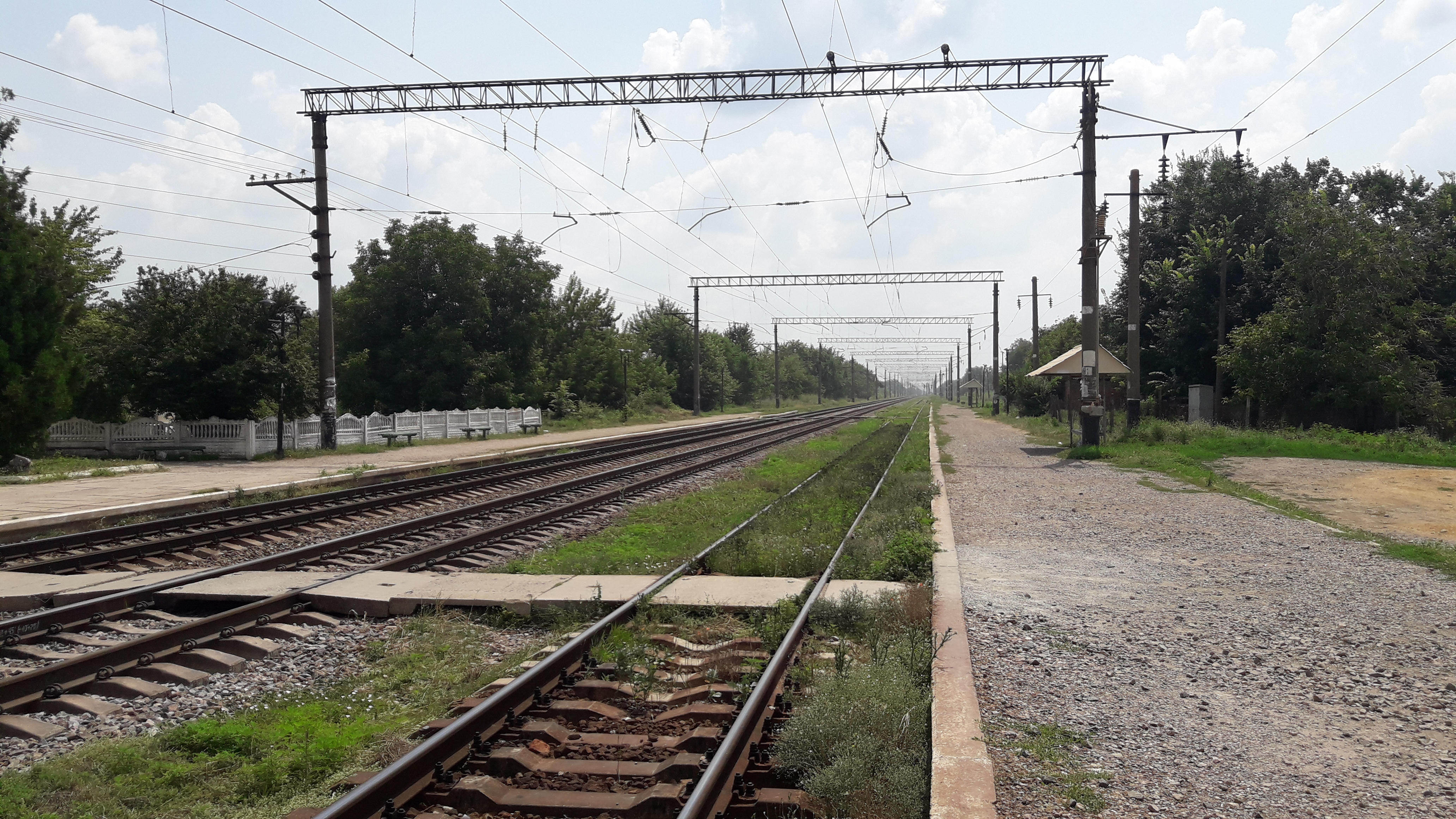
perony; widok w kierunku Odessy